# Petalophyllum americanum
Petalophyllum americanum là một loài Rêu trong họ Fossombroniaceae. Loài này được C. H. Ford & Crand.-Stot. mô tả khoa học đầu tiên năm 2002.